# Pedal duplo
O pedal duplo é uma ferramenta usada por bateristas que consiste em dois pedais unidos por um mecanismo mecânico. Esse dispositivo permite a ativação dos batedores de ambos os pedais em um único bumbo, possibilitando a execução de padrões complexos com os dois pés. Essa configuração é uma alternativa eficiente ao uso de dois bumbos separados, resultando em economia de espaço e redução de custos. A utilização do pedal duplo é comum em gêneros musicais que demandam maior agilidade e precisão, como o metal e o rock progressivo.

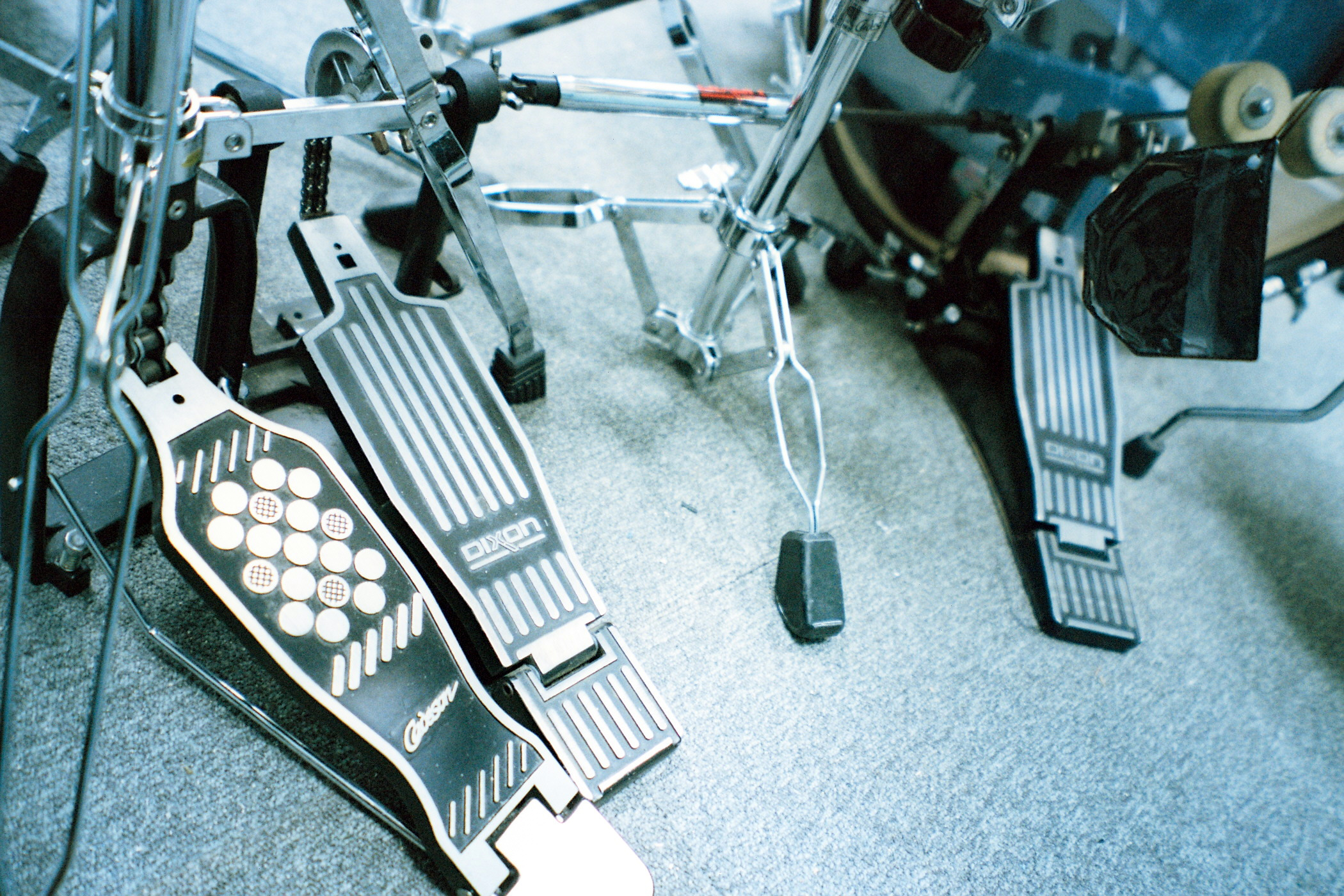
Pedal duplo Dixon.

## História
Baterias equipadas com pedais duplos, seja na forma de dois bumbos independentes ou pedal duplo, desempenham um papel significativo em diversos gêneros musicais, como heavy metal, hard rock, jazz e punk rock. A concepção do pedal duplo foi inspirada pelo baterista de jazz Louie Bellson. Inicialmente, bumbos duplos foram adotados por bateristas de jazz, como Ray McKinley e Ed Shaughnessy, nos anos 1940 e 1950, sendo posteriormente popularizados por ícones do rock como Ginger Baker do Cream, Mitch Mitchell do Jimi Hendrix Experience, Keith Moon do The Who, Nick Mason do Pink Floyd e Matt Sorum do Velvet Revolver.
O uso do pedal duplo tornou-se uma marca distintiva em gêneros como thrash metal e death metal, sendo destacado na música "Angel of Death" do álbum Reign in Blood de 1986, da banda Slayer. Essa faixa é reconhecida como um marco inicial do uso do pedal duplo no contexto do metal moderno. Essa inovação não apenas ampliou as possibilidades rítmicas e técnicas para os bateristas, mas também contribuiu para a evolução sonora característica desses gêneros musicais.

## Características
A característica distintiva do pedal duplo é notável na sua construção, composta por dois pedais interligados por um extensor. Nesse arranjo, um dos pedais é posicionado ao lado do pedal do chimbal, mas sem o batedor, enquanto o segundo pedal é firmemente fixado ao bumbo, apresentando dois batedores. Essa configuração proporciona uma abordagem versátil, permitindo que o baterista explore uma ampla gama de padrões rítmicos e técnicas mais complexas que normalmente seriam imperfeitas se realizadas em um único pedal.
A presença de um segundo pedal ao lado do chimbal oferece ao músico a capacidade de empregar técnicas específicas, como toques rápidos e variações dinâmicas no bumbo. Essa combinação equilibrada de elementos no design do pedal duplo reflete uma abordagem para atender às demandas expressivas dos bateristas contemporâneos em diversos estilos musicais.

## Utilização
O pedal duplo destaca-se ainda mais pela sua versatilidade, proporcionando ao baterista uma gama de possibilidades sonoras. Ao acionar um dos batedores com o pé destinado ao fechamento do chimbal e o segundo batedor com o outro pé, possibilita-se a incorporação de notas adicionais que, com um pedal simples, demandariam técnicas específicas, como "heel toe" e "pivot". Essa abordagem inovadora amplia as capacidades expressivas do baterista, permitindo a execução de padrões mais intrincados e complexos.

É importante ressaltar que o uso do pedal duplo não se limita apenas ao cenário do metal extremo, onde é amplamente difundido. Outros gêneros musicais, como samba e reggae, também adotam esse acessório, evidenciando sua versatilidade e adaptação a diferentes estilos. No contexto desses gêneros, o pedal duplo proporciona uma base rítmica sólida e dinâmica, contribuindo para a diversidade sonora dessas expressões musicais.